# Stefan Stannarius
Stefan Stannarius (né le 20 octobre 1961 à Gräfenthal) est un ancien sauteur à ski allemand.

## Palmarès

### Jeux olympiques
| Épreuve / Édition | Sarajevo 1984 |
| Petit Tremplin    | 4e            |
| Grand Tremplin    | 9e            |

### Championnats du monde
| Épreuve / Édition | Seefeld 1985 |
| Petit Tremplin    | 12e          |

### Coupe du monde
- Meilleur classement final : 24e en 1983.
- Meilleur résultat : 3e.